# Younes Rachidi
Younes Rachidi (* 13. September 1986) ist ein ehemaliger marokkanischer Tennisspieler.

## Karriere
Als Juniorspieler konnte Rachidi Platz 500 im Jahr 2004 auf der ITF Junior Tour erreichen.
Younes Rachidi spielte hauptsächlich auf der ATP Challenger Tour und der ITF Future Tour. Er gewann zwischen 2007 und 2014 fünf Turniere im Doppel auf der Future Tour.
Sein Debüt im Einzel auf der ATP World Tour gab er im April 2013 beim Grand Prix Hassan II, wo er in der ersten Hauptrunde an Henri Laaksonen scheiterte.
Seinen ersten Auftritt im Doppel hatte er zusammen mit Anas Fattar beim selben Turnier in Casablanca ein Jahr zuvor. Hierbei verloren sie ihre Erstrundenpartie deutlich gegen Robin Haase und Jean-Julien Rojer. In den beiden darauffolgenden Auflagen des Turnieres in Casablanca ereilte ihn jeweils dasselbe Schicksal, er verlor jeweils seine Auftaktpartie im Doppelwettbewerb und schied dadurch aus.
Younes Rachidi spielte von 2012 bis 2015 für die marokkanische Davis-Cup-Mannschaft. Für diese trat er in sieben Begegnungen an, wobei er im Einzel eine Bilanz von 2:1 und im Doppel eine Bilanz von 3:4 aufweisen kann.
Im Februar 2023 wurde Rachidi von der International Tennis Integrity Agency lebenslang gesperrt und zu einer Geldstrafe von 34.000 US-Dollar verurteilt, nachdem er der Spielmanipulation in 135 Fällen überführt worden war.